# Naha Airport (flygplats i Indonesien)
Naha Airport (indonesiska: Lapanganterbang Naha) är en flygplats i Indonesien.   Den ligger i provinsen Sulawesi Utara, i den nordöstra delen av landet, 2 300 km nordost om huvudstaden Jakarta. Naha Airport ligger 4 meter över havet. Den ligger på ön Sangihe Besar Island.
Terrängen runt Naha Airport är varierad. Havet är nära Naha Airport åt nordost. I omgivningarna runt Naha Airport växer i huvudsak städsegrön lövskog.